# Cantone di Chambon-sur-Voueize
Il Cantone di Chambon-sur-Voueize era una divisione amministrativa dell'arrondissement di Aubusson.
A seguito della riforma approvata con decreto del 17 febbraio 2014, che ha avuto attuazione dopo le elezioni dipartimentali del 2015, è stato soppresso.

## Composizione
Comprendeva i comuni di:
- Auge
- Budelière
- Chambon-sur-Voueize
- Lépaud
- Lussat
- Nouhant
- Saint-Julien-le-Châtel
- Saint-Loup
- Tardes
- Verneiges
- Viersat